# Зарије Шкеровић
Зарије Шкеровић (Пољица, Даниловград, 19. јануар 1914 — Београд, 1999), учесник Народноослободилачке борбе и генерал-потпуковник ЈНА.

## Биографија
Рођен је 19. јануара 1914. године у Пољицу, код Даниловграда.
Пре Другог светског рата је завршио Средњу техничку школу и био је радник. Као млади радник приступио је револуционарном радничком покрету и 1939. године постао члан Комунистичке партије Југославије (КПЈ). Био је члан Окружног комитета КП Словеније за Марибор, 1940. године.
Учесник је Народноослободилачке борбе од 1941. године. Био је један од организатора устанка у Даниловграду. У току рата је био политички комесар батаљона у Зетском партизанском одреду и Петој пролетерској црногорској бригади, заменик политичког комесара Пете далматинске бригаде, руководилац Политодела Шесте источнобосанске бригаде, политички комесар 27. источнобосанске дивизије и др.
После ослобођења Југославије, наставио је професионалну службу у Југословенској армији. Завршио је Вишу војну академију ЈНА. Био је начелник Војно-политичке школе, помоћник команданта за морално-политичко васпитање корпуса и армије итд.
Пензионисан је 1972. године у чину генерал-потпуковника. Преминуо је 1999. године у Београду.
Носилац је Партизанске споменице 1941. и више других југословенских одликовања, међу којима су Орден заслуга за народ и Орден братства и јединства.